# Sultan Kösen
Sultan Kösen (ur. 10 grudnia 1982 w Turcji) – turecki rolnik mierzący 251 cm wzrostu, co wedle Księgi rekordów Guinnessa czyni go najwyższym człowiekiem na Ziemi.

## Życiorys
Sultan Kösen urodził się 10 grudnia 1982 roku. Ma trzech braci i jedną siostrę. Trafił do Księgi Rekordów Guinnessa z tytułem najwyższego człowieka. Jego wysoki wzrost był powodowany nadmiernym wydzielaniem hormonu wzrostu wskutek akromegalii. Gdy Kösen poddał się terapii, wydzielanie się hormonu wzrostu zostało zahamowane.